# بطولة العالم لسباقات فورمولا 1 موسم 1965
بطولة العالم لسباقات فورمولا 1 موسم 1965 عقدت في سنة 1965 م، وفاز بها جيم كلارك (بالإنجليزية: Jim Clark)‏ من فريق لوتس (بالإنجليزية: Lotus)‏ بسيارته الكليماكس. جيم كلارك الذي بدأ السباق في الخط رقم 6 حصل على أفضل توقيت في الجولة 6 من السباق في أسرع لفة له. هذا السائق في المجموع حصد 54 نقطة.

## الوصلات الخارجية
- الموقع الرسمي للفورمولا 1